# 劉暾
劉 暾（りゅう とん、? - 311年）は、中国西晋の人物。字は長升。本貫は東萊郡掖県。父は尚書左僕射劉毅。叔父に劉彪。子に太傅属劉佑(劉祐)、太子舎人劉白。弟に北軍中候劉総(字は弘紀)

## 生涯
太康元年（280年）、仕官して博士に任じられた。
太康3年（282年）、武帝司馬炎は斉王司馬攸へ封国に帰還するよう命じると、司馬攸の功績を称えるために何を下賜すべきかを群臣に議論させた。だが、劉暾はそもそも司馬攸を洛陽から追い出す事に反対していたので、同じく博士の庾旉・太叔広と共に朝廷に留まらせる様上書した。司馬炎はこれに激怒し、劉暾は逮捕されて廷尉に送られた。しばらくして、大赦により釈放されたが、官職は免じられた。
太康5年（284年）、父の劉毅が老年を理由に尚書左僕射を辞する。
太康6年（285年）、父の劉毅がこの世を去った。享年71歳であった。儀同三司が追贈された。劉毅は生前、司馬炎の寵臣馮紞の罪狀を上書しようと考えていたが、果たす前に亡くなった。その後、劉暾は馮紞がますます権勢を振りかざすようになるのを見て、感慨深げに「もし先人（劉毅）がいきていたならば、馮紞が何の患いも無く勝手に振る舞うような事は無かったであろう。」と述べた。
劉暾は後に再度任官すると、酸棗県令に任じられ、さらに侍御史となった。
永平元年（291年）3月、恵帝の皇后賈南風が当時権勢を振るっていた司馬炎の外戚楊駿とその三族を誅殺した。これにより、賈南風の一族である賈謐と郭彰は国政を掌握して権勢をほしいままにするようになり、時の人は彼らを『賈郭』と呼んだ。
ある時、武庫で失火が起こった。郭彰は100人を従えていたが、自らの家を守るのに専念して消化を手伝わなかったので、劉暾は郭彰を詰った。これに郭彰は激怒して「我がその気になれば君の角など容易く折る事が出来るぞ」と言うと、劉暾は「どうして汝は寵を恃り、権勢を笠に着て威張り散らしているのか。天子の法冠ですら角のように折ろうというのか！」と激怒し、上表して郭彰を弾劾した。郭彰は敢えて何も反論せず、衆人は郭彰の為に釈明を行ったが、劉暾は一切譲らなかった。この一件以降、奢侈であった郭彰の振る舞いは、簡易で素朴なものに変わったという。劉暾はやがて太原内史に移った。
永康2年（301年）1月、賈氏一派を粛清した趙王司馬倫は、側近孫秀と謀って帝位を簒奪して国政を掌握した。劉暾は征虜将軍に任じられたが、これを辞退した。斉王司馬冏・河間王司馬顒・成都王司馬穎が司馬倫打倒を掲げて決起すると、劉暾はこれに呼応し、常山王司馬乂と共に兵を率いて司馬穎の後援となった。
4月、左将軍王輿が司馬倫を廃して恵帝を復位させると、劉暾は尚書左丞に任じられた。その仕事ぶりは厳粛であり、朝廷内を清正厳明にしたという。やがて領御史中丞に任じられ、東安公司馬繇・王粋・董艾ら10人以上の官職を免じるよう上奏すると、朝廷から称賛を得たという。6月、御史中丞に移り、さらに中庶子・左衛将軍・司隷校尉に任じられ、また武陵王司馬澹・何綏・劉坦・温畿・李晅らを免官とするよう上奏した。なぜこのような上奏をしたのかは不明である。
永寧2年（302年）11月、長沙王司馬乂が司馬冏打倒の兵を挙げると、劉暾はその謀略に参与した。司馬冏が敗死すると、司馬乂により劉暾は朱虚県公に封じられた。
永安元年（304年）8月、司馬穎と司馬顒が司馬乂討伐を掲げて挙兵すると、司馬顒配下の張方は洛陽を落として司馬乂を殺害した。これにより劉暾は免官となった。しかし、しばらくするとまた司隷校尉に任じられた。
11月、張方は恵帝と司馬穎を引き連れて長安への遷都を強行した。だが、劉暾は洛陽に留まり、尚書僕射荀藩・河南尹周馥と共に皇帝に代わって政治を行った。これにより政治機能は二つに分裂し、洛陽朝廷は「東台」と呼ばれ、長安朝廷は「西台」と呼ばれるようになった。
永興2年（305年）、東海王司馬越は司馬顒討伐と恵帝の奪還を掲げて挙兵した。11月、立節将軍周権が司馬越の命と偽り、張方に廃位されていた皇后羊献容を復位させたが、洛陽県令何喬は周権を殺し、再度羊献容を廃位した。司馬顒は偽詔を発し、羊皇后が政治利用されているという理由で自殺を命じ、尚書田淑は洛陽政府に命令を伝えた。だが、劉暾らは反対して「羊庶人は離宮に軟禁されており、厳重に警備されております。姦人と乱を企むことなどありません。賢者・愚者問わずみな羊氏の冤罪を訴えており、もし枯窮の人を殺してしまえば、天下を落胆させることになり、これは国家にとって益とはいえません。」と上書したので、司馬顒はこれに怒り、洛陽を守る配下の呂朗に劉暾の逮捕を命じた。それを知った劉暾は青州に逃げ、高密王司馬略を頼った。
光熙元年（306年）、惤県令劉柏根は数万の兵を擁して妖賊となり、晋朝に反乱を起こして自立し、惤公と自称した。淄河に沿って侵攻すると、劉暾は司馬略により大都督・鎮軍将軍に任じられて討伐を命じられたが、返り討ちに遭い洛陽へ敗走した。
5月、恵帝が洛陽に帰還すると、羊献容は皇后に復位した。羊献容は以前の劉暾の行動に感謝しており、命を救われた事を上奏した。これにより、劉暾の封爵は以前通りに戻され、光禄大夫を加えられ、またも司隷校尉に任じられた。
後に、劉暾は子の劉更生に妻を娶らせた。この時、劉暾の妻は既に亡くなっており、家法では夫人は姑の墓へ拝し、賓客や親族数十人がこれに付き従って酒と食事を振るまう事となっていた。洛陽県令王棱は司馬越に信任されており、また劉暾を軽蔑しており、恨みを抱いていた。劉暾もまた彼をいつか捕らえようと考えていた。当時、漢（前趙）の劉聡と王弥が河北に駐屯して洛陽侵攻を目論んでいたので、王棱は司馬越へ、劉暾が王弥と同郷である事からこれに投じようと考えていると讒言した。司馬越はこれを信じ込むと、騎兵に劉暾を追わせた。劉暾は妻の墓へ向かう途上でこれを知ると、墓に至る前に引き返し、司馬越が義に反していると責めた。司馬越もまた右長史傅宣の反対により誤りに気づき、後悔したという。
永嘉3年（309年）、漢の大軍が洛陽へ襲来すると、劉暾は仮節・撫軍将軍・都督城守諸軍事に任じられ、防戦に当たった。漢軍が敗れて撤退すると、劉暾は尚書僕射に任じられた。しかし、劉暾は長年百官の職務を観察する任に就いており、また衆人の人望を得ていた。その為、司馬越は以前の事もあってこれを不安視し、劉暾を右光禄大夫・領太子少傅に移らせて散騎常侍を加え、表面上は昇進させたものの実際にはその権限を奪った。
永嘉4年（310年）11月、司馬越が洛陽から出征すると、懐帝の命により劉暾は領衛尉に任じられ、特進を加えられた。その後、またも劉暾は司隷校尉に任じられ、侍中を加えられた。ここに至り、劉暾は実に五度も司隷校尉となった。
永嘉5年（311年）、漢軍は再び洛陽へ襲来し、洛陽は攻め落とされた（永嘉の乱）。漢の軍勢は宮殿へ侵入して略奪の限りを尽くし、多くの官僚が殺害されたが、劉暾は漢の征東大将軍王弥と同郷だったこともあり、誅殺を免れた。
その後、王弥が洛陽を離れるとこれに付き従い、王弥へ「今、九州は混乱しており、群雄が天下を狙っています。将軍は漢の為に並ぶ事のない功績を立てましたが、始安王（劉曜）と対立することとなりました。これでは漢に留まることは難しいでしょう。東に向かい本州（王弥の本籍である青州東萊郡）に拠点を築き、天下の形勢を見守るべきかと。上は四海を混一する事が出来、下は鼎峙の業を失う事もありません。これこそ上者の策です」と進言すると、王弥はこれに同意した。
さらに、劉暾は王弥へ、青州に割拠する曹嶷を呼び寄せて共に石勒を攻めるよう進言した。王弥はこれに賛同し、劉暾を曹嶷の下へ派遣すると、彼を斉の地から呼び寄せて石勒を挟撃しようとした。だが、劉暾は東阿に至った所で、石勒の游騎部隊に捕えられ、その懐から王弥が曹嶷に送った書状が発見された。これにより、劉暾は殺害された。